# Рецензия
Рецензията (от латински: recensio – „преглед, съобщение, оценка, отзив“) е жанр в публицистичната литература и литературната критика. Представлява писмено сбито изложение на кратка оценка за художествено или научно произведение, за събитие от културния живот (изложба, концерт, театрална постановка, филм и пр.), като се посочват положителните страни и недостатъците на произведението или събитието. Като публицистичен жанр рецензията се среща преди всичко в периодичните радио и телевизия. Тя има предимно осведомителен характер и няма за цел задълбочен анализ. Особена разновидност на рецензията е научната рецензия, или рецензия на научен труд. Като правило, рецензията е посветена на едно произведение.